# Porte de Dieppe
La porte de Dieppe dite aussi porte du port d'ouest ou les tourelles est une partie des fortifications médiévales situées à Dieppe, en France.

## Localisation
La porte est située dans le département français de la Seine-Maritime, sur la commune de Dieppe, boulevard de Verdun.

## Historique
L'édifice est construit à la fin du XVe siècle. La ville comportait cinq portes ouvertes vers le port,. Les murailles vers la mer disparaissent dans la première moitié du XIXe siècle.
La porte sert de prison jusqu'en juillet 1825 ou 1826. À cette date, la prison est transférée dans le quartier du Pollet.
L'édifice est vendu à un particulier au milieu du XIXe siècle et reste privé pendant un siècle.
L'édifice est classé au titre des monuments historiques le 12 juillet 1886.

## Description
L'édifice est en grès, brique et silex.